# Wunderland – Vom Kindheitstraum zum Welterfolg
Wunderland – Vom Kindheitstraum zum Welterfolg ist ein deutscher Dokumentarfilm der Regisseurin Sabine Howe aus dem Jahr 2024. Der Film beschreibt die Entwicklung des Miniatur Wunderlands in Hamburg aus der Sicht der Gründer Frederik und Gerrit Braun.

## Handlung
Die Zwillingsbrüder Frederik und Gerrit Braun begannen im Jahr 2000 mit dem Bau einer riesigen Modelleisenbahn in der Hamburger Speicherstadt, die sich als Miniatur Wunderland zu einer der größten Touristenattraktionen Deutschlands entwickelt hat. Der Dokumentarfilm beschreibt die Entwicklung des Miniatur-Wunderlands mit bisher unveröffentlichtem Archivmaterial und Interviews mit den Gründern und weiteren Mitgliedern des Wunderland-Teams. Die Gründer-Zwillinge tauchen als animierte Miniaturgestalten in die mit CinemaScope-Bildern gedrehte Wunderland-Welt ein. Die Partnerschaft mit der argentinischen Modellbauerfamilie Martinez zeigt die Entwicklung des Wunderland-Bereichs Rio de Janeiro.

## Produktion
Am 1. Oktober 2023 hatte der Film Premiere auf dem Filmfest Hamburg.
Der Film kam am 7. März 2024 in die deutschen Kinos und wird vom Unternehmen Tobis Film vertrieben.

## Rezeption
Der Filmdienst schreibt: „Die äußerst kurzweilige Schilderung zeichnet ein affirmatives, stark subjektiv gefärbtes Bild des detailverliebten Projekts, das allerdings schwer an der verschwenderisch eingesetzten Musik zu tragen hat.“
Die Filmkritik des NDR schreibt „"Wunderland" ist eine sehenswerte Reise in eine Welt, in der man träumen darf und in der alles möglich scheint.“